# 라오까이역

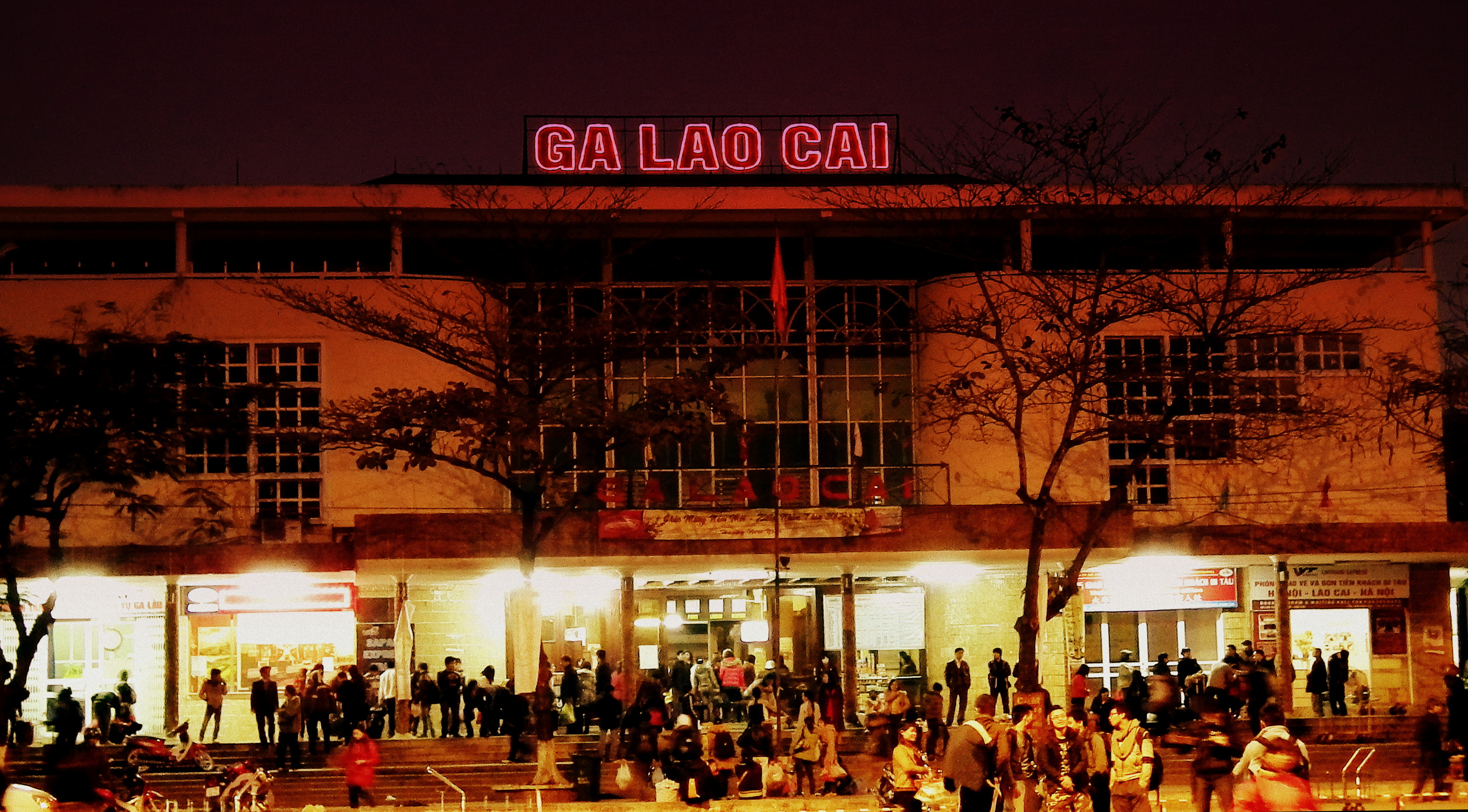

라오까이역(베트남어: Ga Lào Cai / Ga 老街 노가, 老街驛, 노가역)은 베트남 라오까이 성 라오까이 시에 위치한 철도역이다. 하노이-라오까이 선의 시·종착역이다. 하노이 기점 294km에 위치한다. 중국과의 국경 지대에 있으며, 국경 너머에 허커우(河口) 역(河口站)이 인접해 있다. 하노이 역과 왕래하는 기차가 하루 4회 있으며 약 8시간이 소요된다.